# 奇恩·杨
杨殼溫（英語：Keone Young，1947年9月6日—），美國演員，中日混血兒，父親是中國人，母親是日本人。他曾出演过很多美国电影，但他有時也做为配音員。在《花木蘭2》中，因为森田則之的去世，他代替森田則之作为中国皇帝的配音员。在电视剧《枯木城》中，他为名叫吴先生（Mr. Wu）的華人角色配音。